# Альфа Ахмаду Даара
Альфа Ахмаду Даара (д/н — 1896) — 14-й альмамі імамату Фута-Джаллон в 1875—1880, 1892—1894 і 1895—1896 роках.

## Життєпис
Походив з клану Альфайя. Про батьків та молоді роки обмаль відомостей. У 1873 році стає уламом області Тімбо. Невдовзі повстав проти альмамі Ібрагіма Сорі II, якого повалив лише 1875 року, ставши вперше альмамі Фута-Джаллону.
1880 року втратив посаду альмамі на користь Ібрагіма Сорі II. Обставини цьогос упеерчливі. 1881 року брав участь у підписанні альмамі Ібрагімом Сорі II угоди з Айме Олів'є де Сандервалем, губернатором Нижньої і Середньої Гвінеї.
1890 року перейшов в опозицію до альмамі Букар Біро, повставши проти нього. 10 липня 1891 року погодив дозвіл французу Еме Олів’є де Сандерваль на будівництво залізничної лінії, 14 грудня того ж року уклав угоду з французьким представником Руалем де Бікманом про союз.  1892 року повалив Букара Біро, ставши новим альмамі. 23 травня 1893 року уклав угоду щодо визнання французького протекторату. Проте 1894 року був повалений Букаром Біро.
1895 року знову повстав разом з Моді Абдуллае Дхокіре, завдавши поразки Букару Біро біля Бандінели. Відновився на троні. Але 2 лютого 1896 року зазнав поразки й невдовзі загинув.